# Annanaukko
Annanaukko är ett sund i Finland. Det ligger i landskapet Egentliga Finland, i den sydvästra delen av landet, 180 km väster om huvudstaden Helsingfors.
Annanaukko ligger mellan Livonsaari i väster och Myllypelto i öster.